# Tanuharjo
Tanuharjo is een bestuurslaag in het regentschap Kebumen van de provincie Midden-Java, Indonesië. Tanuharjo telt 2187 inwoners (volkstelling 2010).